# 吉田俊雄
吉田 俊雄（よしだ としお、1909年〈明治42年〉5月7日 - 2006年〈平成18年〉12月）は、日本の海軍軍人、作家。最終階級は海軍中佐。長崎県佐世保市出身。

## 略歴
旧制福岡中学（現・福岡県立福岡高等学校）より海軍兵学校へ進む。病気のため留年し1931年（昭和6年）11月、123人中41番で卒業した（59期）。
1933年（昭和8年）4月少尉任官、翌年11月中尉、1937年（昭和12年）4月海軍大学校選科学生。この間大尉に進級している。第28駆逐隊附、重巡洋艦「妙高」分隊長を経て、軍令部出仕（3班8課）となり、日蘭会商の随員を務めた。帰国後再び軍令部出仕となり、臨時戦史部に所属。第二次世界大戦中は主に軍令部3部8課に勤務。1942年（昭和17年）11月少佐。1944年（昭和19年）2月、軍令部勤務のまま永野修身元帥の副官となり、また米内光政、嶋田繁太郎の副官を務めている。1945年（昭和20年）9月中佐。海軍省出仕となり、同年11月予備役となった。
戦後は公職追放を経て、防衛庁事務官、小松製作所勤務のほか、旧日本海軍に関して数々の著作を残す。晩年に至るまで執筆活動を続け、2006年（平成18年）に死去。享年97。

## 著作
文春文庫
- 四人の連合艦隊司令長官
- 五人の海軍大臣
- 四人の軍令部総長
- 海軍名語録
- 海軍参謀
- 日本陸海軍の生涯
- 日本海軍のこころ

光人社NF文庫
- 戦艦比叡
- 指揮官と参謀
- 造艦テクノロジーの戦い
- 指揮官たちの太平洋戦争
- 悲劇の軍艦

秋田書店
- 写真で見る太平洋戦争５　大和と武蔵

## 親族
父吉田 幸雄（海軍中佐）
弟吉田 隆（海軍技術少佐）
妻吉田 キヨ（鶴田文八海軍中佐長女）
義弟鶴田 功（海兵72期、海軍中尉）